# Stema Ciprului
Stema Ciprului înfățișează un porumbel și o ramură de măslin, ambele simboluri ale păcii. Anul 1960 este anul proclamării independenței față de Marea Britanie.

Prima versiune a stemei de stat din Cipru (1960 până 2006)